# Siergijewka (rejon pierwomajski)
Siergijewka (ros. Сергиевка) – wieś (sieło) w Rosji, w obwodzie orenburskim, w rejonie pierwomajskim. W 2010 liczyła 567 mieszkańców.